# フランク・シュミックラー
フランク・シュミックラー（Frank Schmickler, 1965年6月10日 - ）は、ドイツのレーシングドライバー。ケルン出身。

## 経歴
1981年にカートレースでデビュー。1984年にはドイツのフォーミュラ・フォードにステップアップし、翌年はシリーズランキング2位を獲得した。1988年にはドイツF3にも進出した他、旧ドイツツーリングカー選手権にも参戦。ザクスピードのBMWで出場し、ヴンストルフ航空基地で行われたレースでは4位に入賞。年間ランキングは12位であった。
その後はドイツF3に出場しながらDTMにも引き続き出場。1990年のアヴスのレースで再び4位に入賞し、同じくツーリングカードライバーとして活躍したヨアヒム・ヴィンケルホック、アルフリート・ヘーガーと組んで、この年ニュルブルクリンク24時間レースで総合優勝している。
引き続き1991年までツーリングカーに参戦していたが、思うような成績は残すことはできず、翌年からはポルシェ・カレラカップ・ドイツで活躍。ポルシェ・スーパーカップに切り替えた1993年は3位表彰台を得てシリーズ8位。1995年には初優勝を記録した。一方DTMは一度消滅し、スーパーツーリングマシンで行われたドイツ・スーパーツーリング選手権 (STWカップ) に切り替えられ、シュミックラーもアルファロメオ・155を使用するエングストラー・モータースポーツから1997年シーズン参戦した。STWカップに出場中も引き続きポルシェ・スーパーカップには参戦し、毎年優勝も記録してランキング上位につけ、2002年まで引き続き参戦した。
ポルシェ・スーパーカップから離れた後もニュルブルクリンク24時間レースには参戦を続けた他、ADAC GTマスターズや FIA GTヨーロッパ選手権に参戦して活躍している他、ドライビングインストラクターとしても活動している。